# Coastal Zone Color Scanner

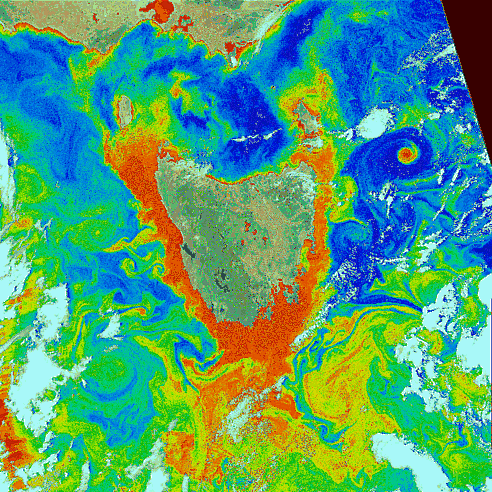
Couleur de l'océan autour de la Tasmanie (couleurs artificielles). La coloration rouge et orange indique des niveaux élevés de phytoplancton.

Le Coastal Zone Color Scanner (ou CZCS) était un radiomètre multi-canal à balayage installé à bord du satellite artificiel Nimbus 7. Nimbus 7 a été lancé 24 octobre 1978, et CZCS est devenu opérationnel le 2 novembre 1978. Il a été conçu pour fonctionner pendant un an (comme une preuve de concept), mais il est resté en service jusqu'au 22 juin 1986. Son fonctionnement à bord du Nimbus 7 était alternée avec le radiomètre microondes car ils partageaient la même énergie.
CZCS a mesuré l'énergie solaire réfléchie dans six canaux, à une résolution de 800 mètres. Ces données ont été utilisées pour faire la cartographie de la concentration en chlorophylle dans l'eau, la répartition des sédiments, la salinité et la température des eaux côtières et des courants océaniques. 
CZCS est le pionnier en matière de satellites océaniques à capteurs couleur, et constitue le fondement des efforts internationaux visant à comprendre le rôle des océans dans le cycle du carbone.

## "Couleur" des océans

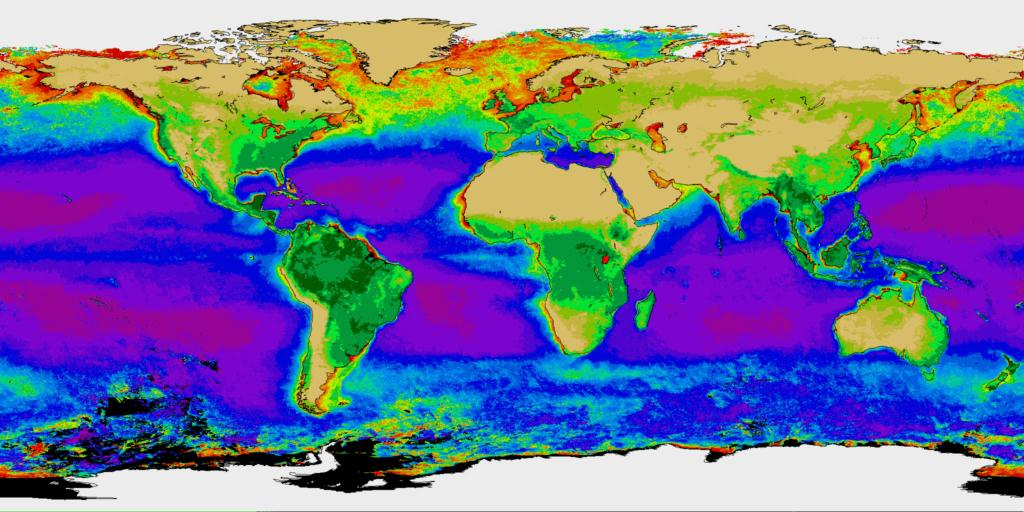
La biosphère globale – une image composée à partir de toutes les 60 000 images CZCS sur plus de trois ans, des données sur la végétation terrestre collectées par l'instrument Radiomètre Avancé à Très Haute Résolution

Le produit le plus important de la CZCS est sa collection d'images colorées des océans. La "couleur" des océans dans les images CZCS représentent les concentrations des substances contenues dans l'eau, particulièrement le phytoplancton (organismes microscopiques photosynthétiques flottant), ainsi que des particules inorganiques.
Vu que le gradient de couleur de l'océan est lié à la présence de phytoplancton et de particules, il peut être utilisé pour calculer les concentrations de matières et le niveau d'activité biologique dans les eaux de surface.En raison de l'augmentations de la concentration de phytoplancton, la couleur des océans passe du bleu au vert (il est important de noter que les images CZCS sont faussement colorées de sorte que les niveaux élevés de phytoplancton apparaissent en rouge ou orange) Les couleurs de l'océan déduites de l'observation par satellite, fournissent une observation globale de la vie dans les océans car le phytoplancton est la base pour la grande majorité de la chaîne alimentaire océanique. En enregistrant les images sur une période de plusieurs années, les scientifiques ont aussi acquis une meilleure compréhension de la manière dont la biomasse que forme le phytoplancton a changé au fil du temps; par exemple, l'apparition de marées rouges a pu être observée. Les mesures des couleurs de l'océan sont également intéressantes parce que le phytoplancton élimine le dioxyde de carbone de l'eau de mer lors de la photosynthèse et constitue ainsi une partie importante du cycle global du carbone.
Les données brutes du scanner ont été transmises à débit moyen de 800 kbit/s vers la station au sol, où elles ont été enregistrées sur bande magnétique. Les bandes ont ensuite été envoyés au Image Processing Division (Division du traitement des images) au Goddard Space Flight Center. Les données traitées sont archivées à Goddard et sont à la disposition de tous les scientifiques. Les données ont été stockées sur 38 000 bandes magnétique, et transférées par la suite sur disque optique.
Cette  base de données a été l'un des premières à fournir un aperçu visuel ("browse"). Plus tard, ce modèle a été suivi par le Earth Observing System.
Le Sea-viewing Wide Field-of-view Sensor (SeaWiFS) est le capteur qui a fait suite au CZCS. Il fut lancé en 1997. Le MODIS / Aqua instrument fournit actuellement les données de la couleur des océans.

## Détails techniques

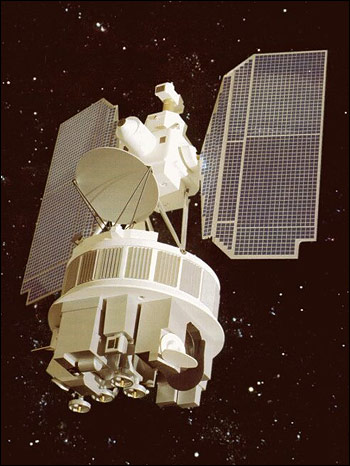
Vue d'artiste de la conception des satellites Nimbus

The CZCS instrument was manufactured by Ball Aerospace & Technologies Corp..
L'instrument CZCS a été fabriqué par Ball Aerospace & Technologies
L'énergie solaire réfléchie est mesurée sur six canaux pour détecter la couleur causée par l'absorption due à la chlorophylle, aux sédiments et au gelbstoffe (coloration des matières organiques dissoutes dans l'eau) dans les eaux côtières. Le CZCS utilise un miroir plan tournant à un angle de 45 degrés par rapport à l'axe optique d'un télescope Cassegrain. Le miroir balaie 360 degrés, mais seulement 80 degrés de données centrés sur le nadir sont collectés pour les mesures de couleur de l'océan. L'instrument examine l'espace profond et les sources d'étalonnage pendant le reste de l'analyse. Le rayonnement entrant est recueilli par le télescope et divisé en deux flux par un diviseur de faisceau dichroïque. 
Un flux est transmis à un arrêt de champ qui était également l'ouverture d'entrée d'un petit polychromateur (en). Le rayonnement qui est entré dans le polychromateur est séparé et ré-imagé dans cinq longueurs d'onde sur cinq détecteurs de silicium dans le plan focal du polychromateur. L'autre courant est dirigé vers un détecteur de tellurure de mercure-cadmium refroidi dans la région thermique (10,5-12,5 micromètres). Un radiateur radiatif est utilisé pour refroidir le détecteur thermique. Pour éviter le reflet du soleil, le miroir du scanner set incliné autour de l'axe de pas du capteur, de sorte que la ligne de visée du capteur soit déplacée par incréments de 2 degrés jusqu'à 20 degrés par rapport au nadir. 
Les bandes spectrales à 0,443 et 0,670 micromètres sont centrées sur les bandes d'absorption les plus intenses de la chlorophylle, tandis que la bande à 0,550 micromètres est centrée sur le « point de charnière », la longueur d'onde d'absorption minimale. Il a été démontré que les rapports des énergies mesurées dans ces canaux étaient étroitement parallèles aux concentrations de chlorophylle de surface. Les données du radiomètre à balayage sont traitées, avec des algorithmes développés à partir des données expérimentales sur le terrain, pour produire des cartes d'absorption de la chlorophylle. Les températures des eaux côtières et des courants océaniques sont mesurées dans une bande spectrale centrée à 11,5 micromètres. Les observations sont également effectuées dans deux autres bandes spectrales, soit 0,520 micromètre pour la corrélation chlorophyllienne et 0,750 micromètre pour la végétation de surface. La largeur de balayage est de 1556 km centrée sur le nadir et la résolution au sol est de 0,825 km au nadir.